# Gunārs Piesis
Gunārs Piesis (Riga, 19 de juliol de 1931 - 9 de febrer de 1996) fou un director de cinema letó.

## Biografia
Després de graduar-se a l'escola secundària a Riga, va anar a Moscou i va estudiar direcció de cinema a l'Institut Estatal de Cinematografia, on es va graduar el 1962 sota el mestratge d'Oleksandr Dovjenko. Després dels estudis, va començar a treballar a l'estudi de cinema de Riga (Rīgas kinostudija).
Després de la destructiva crítica oficial del seu llargmetratge de debut Kārkli pelēkie zied (Salzes en flor grisa, 1961), Piesis es va dedicar a escriure crítiques i guions a Māksla revistes de cinema. Trambé va dirigir alguns documentals com Zemes atmiņa, Svjatoslavs Rihters i Rīgas parki.
Va tornar a dirigir llargmetratges el 1971, quan va fer la pel·lícula Nāves ēnā (A l'ombra de la mort) adaptació de l'obra de Rūdolfs Blaumanis que va rebre crítiques positives. Piesis es va centrar en projeccions d'obres literàries, contes de fades i pel·lícules de natura. També va ser autor de guions per a les seves pel·lícules. El llargmetratge Pūt, vējiņi (Bufa, ventet), basat en la poesia de Rainis, es va convertir en el guanyador del Festival de tota la Unió el 1974, i el drama juvenil Tavs dēls (El teu fill) el 1979. La projecció del conte de fades d'Anna Brigadere Sprīdītis va tenir un èxit especial. Aquesta col·laboració amb els Estudis Barrandov txecoslovacs va guanyar premis al Festival de Cinema Infantil de Tallinn i al Festival de Cinema de tota la Unió de Tbilisi (ambdós el 1987), així com al Festival Internacional de Cinema Infantil i Juvenil de Buenos Aires (1988).
El 1990, quan es van reestructurar les activitats del Rīgas kinostudija, va deixar la feina. Va morir a Riga el 1996 és enterrat al cementiri Rainis.

## Filmografia
Llargmetratges
- 1961 — Kārkli pelēkie zied
- 1963 — Nekur vairs nav jāiet
- 1971 — Nāves ēnā
- 1973 — Pūt, vējiņi
- 1978 — Tavs dēls"
- 1978 — Vīru spēles brīvā dabā
- 1981 — Spēle
- 1981 — Laikmetu griežos"
- 1985 — Sprīdītis"
- 1990 — Maija un Paija"

Documentals
- 1964 — Pakāpeniska meža ciršana
- 1965 — Zemes atmiņa
- 1969 — Ceturtie starptautiskie studentu ...
- 1969 — Rīgas parki
- 1966 — Svjatoslavs Rihters
- 1967 — Jaunatne un mūzika
- 1969 — Studenti